# Salát (islám)

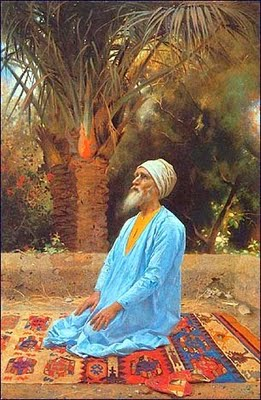
Pierre Jan Van Der Ouderaa: Modlitba (1894)

Salá (také salát, arabsky صلاة, tedy modlitba) je označení povinných denních modliteb muslima, které jsou jedním z pěti pilířů islámu.
Nezávisle na případných volných osobních modlitbách (du’a) je muslim povinován k pěti každodenním modlitbám, a to v poledne, odpoledne, za soumraku, v noci a za úsvitu. Muslim vykonává tyto modlitby směrem k Mekce, přičemž forma jejich konání je přesně předepsána. Ve městech s převažujícím muslimským obyvatelstvem zpravidla vyzývá k modlitbám muezín.
Zvláštní místo mezi modlitbami zaujímá páteční polední modlitba, k níž se místní muslimská obec shromažďuje v mešitě jako k hlavní bohoslužbě.

## Povinné modlitby

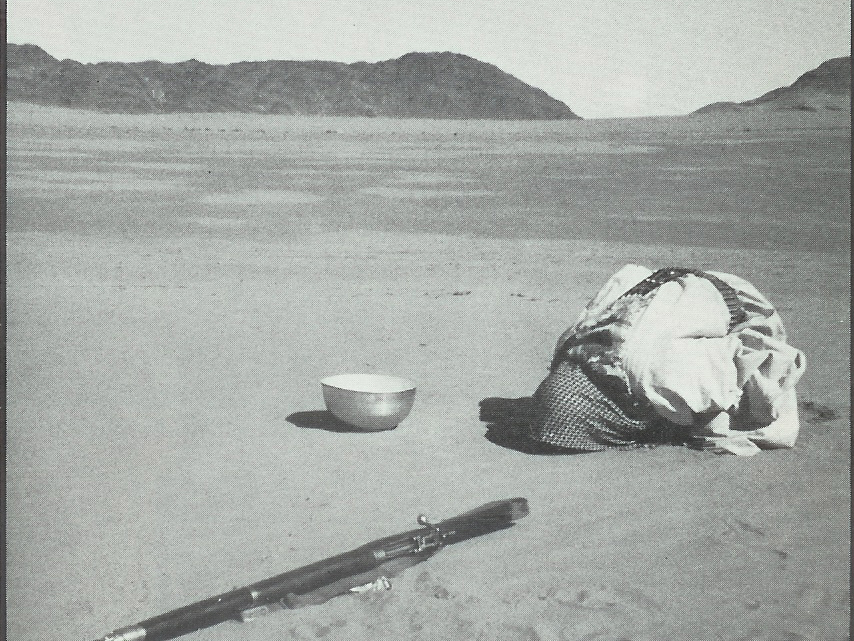
Modlení je povinné i během ozbrojeného konfliktu (občanská válka v Severním Jemenu)

Povinné modlitby (fard) předepisuje islám všem dospělým mužům i ženám s výjimkou těžce fyzicky či duševně nemocných osob. Od modliteb jsou také osvobozeny ženy během menstruace, porodu a šestinedělí. Hranice dospělosti je obvykle kladena k věku 14 let.
Čas k modlitbám je udáván polohou Slunce. Vymezuje se tak pět intervalů:
- časná ranní modlitba (fadžr) - během svítání, od rozbřesku do východu slunce
- polední modlitba (zuhr) – od poledne (tj. od chvíle, kdy Slunce začne sestupovat ze zenitu) až do doby, kdy je na půli cestě k západu
- odpolední modlitba (asr) - od doby, kdy je Slunce na poloviční cestě k západu až do západu
- modlitba při západu slunce (maghrib) – během stmívání, od západu slunce do setmění
- večerní modlitba (iša) – po setmění

Pokud se muslim (ne bigotní) nestihne pomodlit ve stanovenou dobu (např. kvůli práci), může si to později nahradit. Záměrné a bezdůvodné vynechávání modliteb je však považováno za těžký hřích.
Jako verše Koránu nabádající k pravidelným modlitbám se uvádí:
„Prospívat naopak bude ten, kdo je očištěn a jména Pána vzpomíná a modlitbu koná.“ (87:14.15)
„A jste-li v bezpečí, dodržujte modlitbu, neboť modlitba je pro věřící předepsána v čas stanovený!“ (4:103)

## Příprava k modlitbě
Modlitbu je možno konat kdekoli, avšak v mešitě je považována za prospěšnější. Důležité je pouze to, aby zvolené místo bylo zbaveno nečistoty. Proto je obvyklá modlitba na koberečku, často se vzorem mešity, k zajištění čistého prostoru ale postačí i plášť nebo jiná vhodná podložka.
K modlitbě může přistoupit jen osoba, která splnila abdest, je čistá a má vhodný oděv. Pro muže je předepsáno zakrytí těla alespoň mezi břichem a koleny, ženy by měly být zahalené celé, s výjimkou tváře, rukou a chodidel.

### Abdest

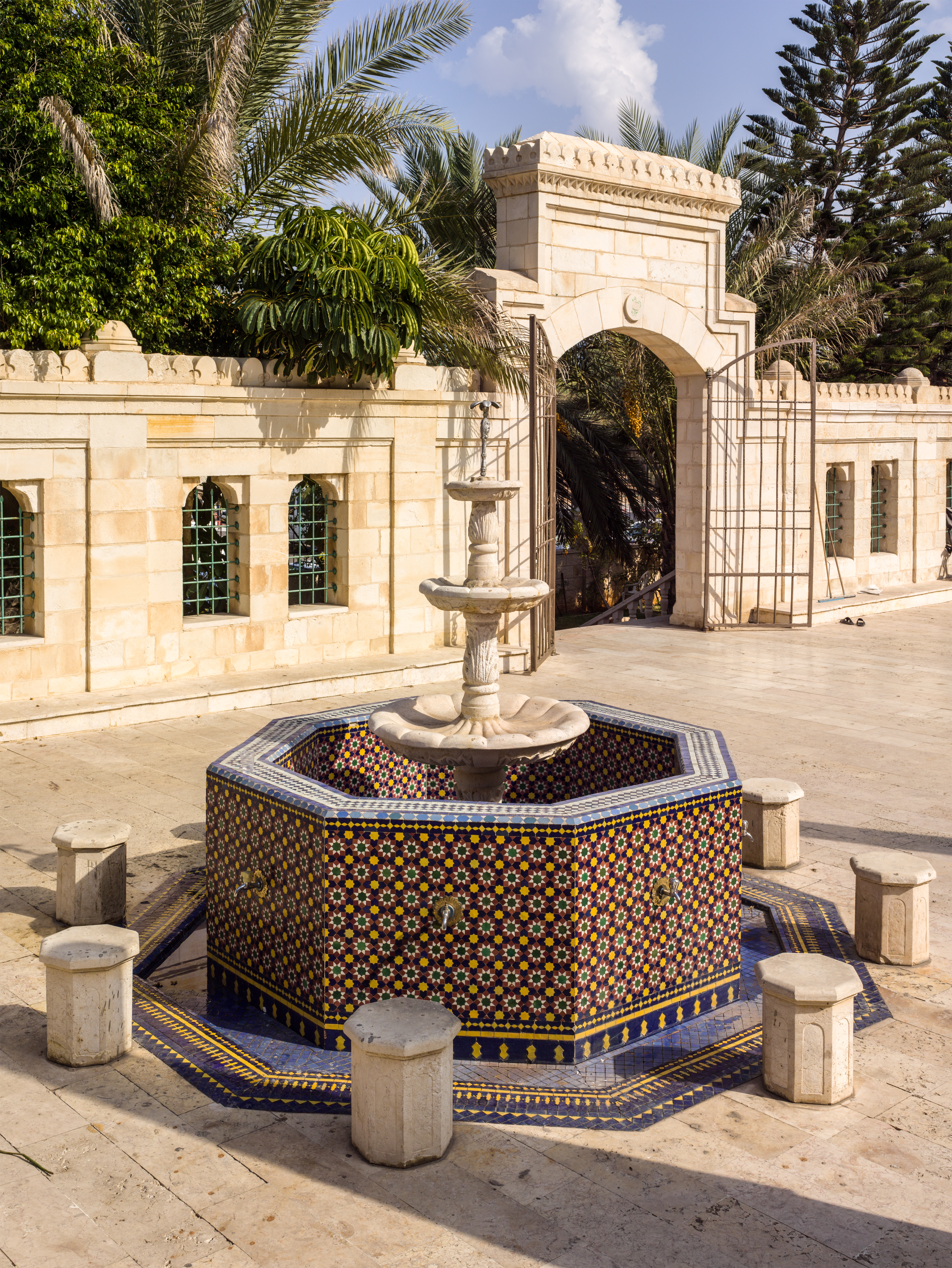
Fontána určená k očistě před modlitbou

Abdest je označení islámské rituální očisty.
Tak zvaný „úplný abdest“ představuje koupel – ghusl, při níž je důkladně omyto celé tělo včetně hlavy, nosních a ušních otvorů i úst. Vyžaduje se obvykle jen po ukončení menstruace a šestinedělí u žen, po pohlavním styku a v případě poluce. Vhodné je též provedení úplného abdestu před významnějšími náboženskými událostmi.
V ostatních případech postačuje pro možnost vykonání denních modliteb pouze částečný abdest – wudu′. Ten má stejně jako průběh celé modlitby přesně daný řád (každý z úkonů probíhá třikrát po sobě):
1. omytí rukou až po zápěstí
2. vypláchnutí úst
3. očištění nosních dírek vtahováním vody
4. omytí obličeje
5. omytí pravého a poté levého předloktí
6. otření hlavy od čela k temeni, vnitřních i vnějších stran uší a následně krku vlhkou rukou (pouze jednou)
7. omytí pravého a poté levého chodidla až po kotníky

 Abdest není nezbytně nutné provádět před každou modlitbou, stav očištění trvá tak dlouho, dokud nedojde k jeho zrušení. Mezi skutečnosti, které ruší platnost abdestu patří především vylučování, ale také zvracení, výtok krve, hnisu či jiných tělních tekutin. Abdest je zrušen také při usnutí, popřípadě po zastření mysli vlivem halucinogenů a podobných látek.
 Provedení úplného i částečného abdestu vyžaduje poměrně značné množství čisté vody, proto je v případě jejího nedostatku možné využít symbolickou očistu pískem, kamenem nebo čistou zemí - tajammum. Takový způsob abdestu lze provést i v případě, kdy běžný proces (wudu′) nelze podstoupit ze zdravotních důvodů. Očista probíhá tak, že se oběma rukama udeří o písek, kámen nebo čistou zemi, poté se rukama otře obličej a po opětovném úderu o zem se otřou pravá a levá ruka až k lokti.

## Průběh modlitby

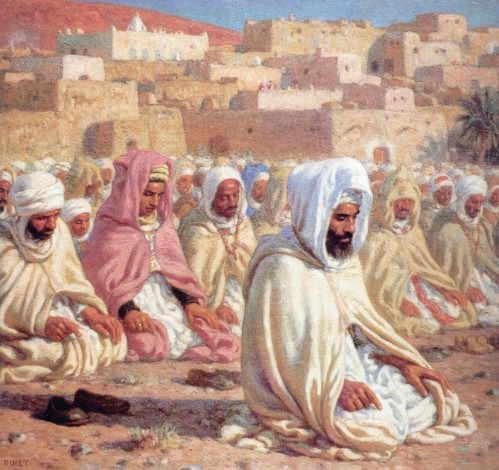
Imám vede modlitbu

Vlastní modlitba probíhá v několika krocích, přičemž věřící je obrácen ke svatyni Ka'ba v Mekce. Správný směr (kibla) v mešitách vyznačuje výklenek mihráb. Společné modlitby vede imám, který je vpředu před ostatními.

### Svolávání k modlitbě (adhán)

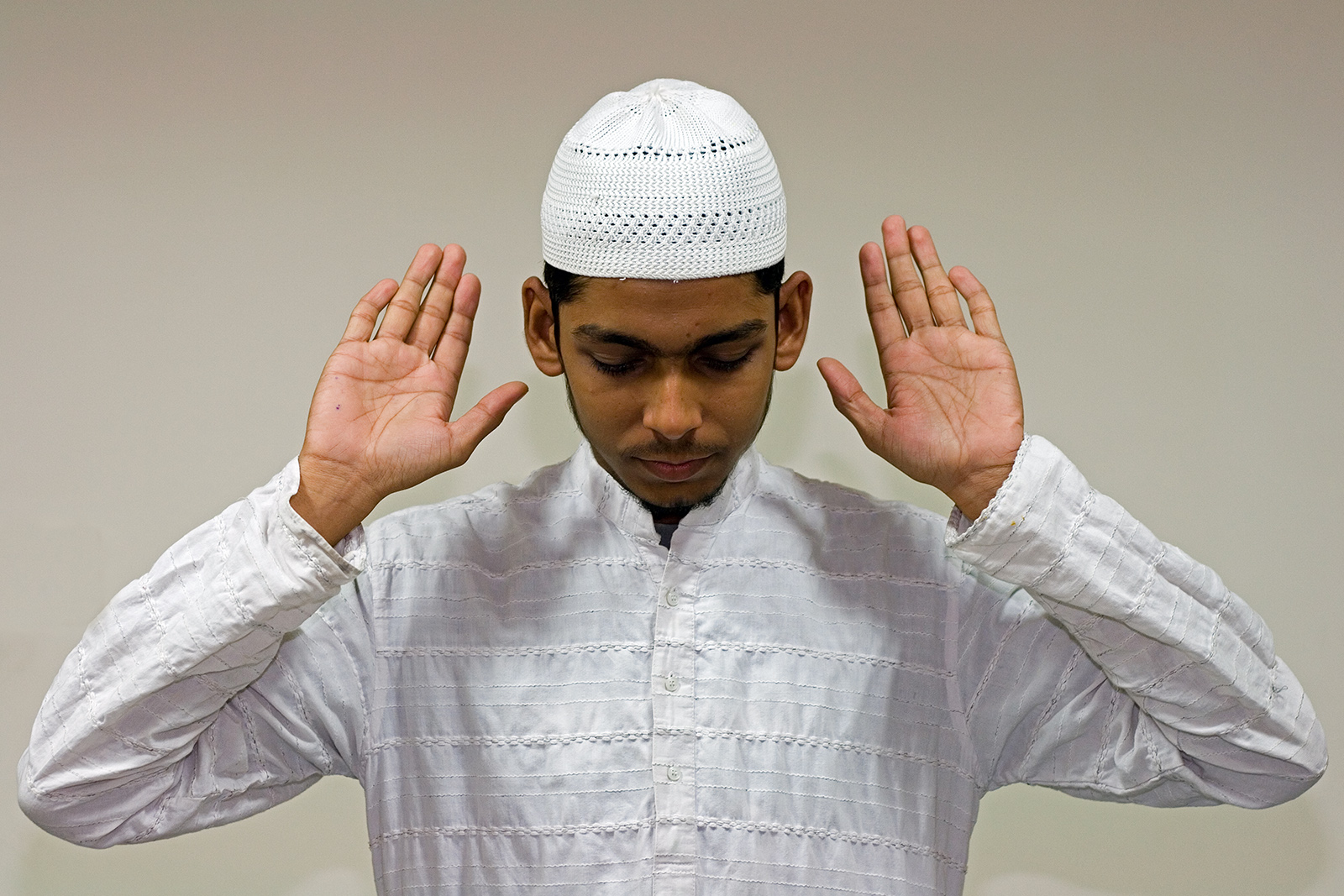
Muslim zahajuje modlitbu

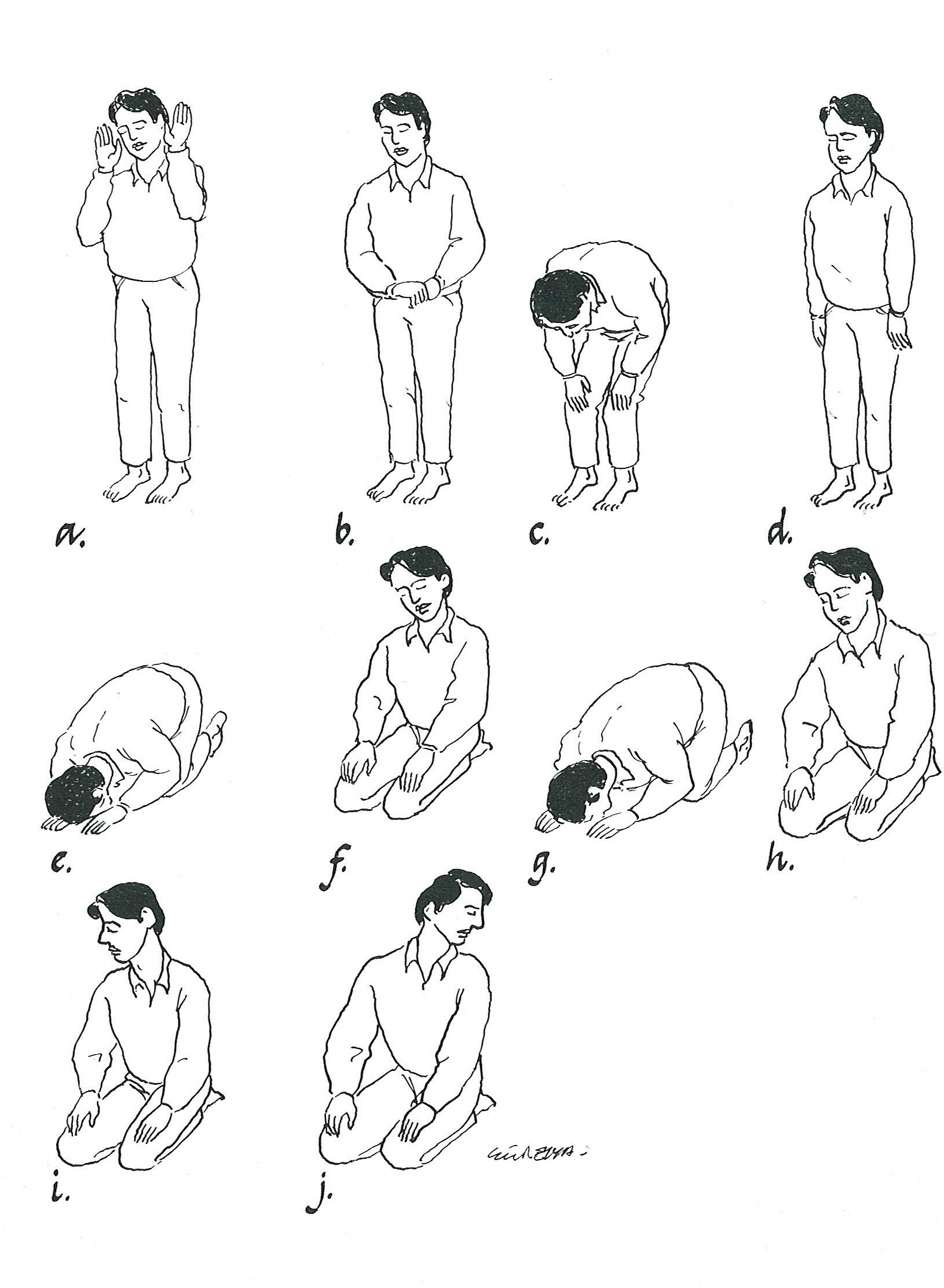
Jednotlivé pozice při modlitbě

Modlitbu je vhodné zahájit svoláváním k modlitbě (adhán). V mešitách tento úkon tradičně zajišťoval muezzin. Věřící stojí směrem ke svatyni Ka'ba v Mekce, zvedá obě ruce k uším a hlasitě pronáší následující text:
| počet opakování   | text                                | překlad                                     | překlad                                     |
| ----------------- | ----------------------------------- | ------------------------------------------- | ------------------------------------------- |
| 4x                | Alláhu Akbar                        | Bůh je převeliký                            | Bůh je převeliký                            |
| 2x                | Ašhadu An La Illáha-il-l-Láh        | Dosvědčuji, že není boha kromě Boha         | Dosvědčuji, že není boha kromě Boha         |
| 2x                | Ašhadu Anna Muhammadan Rasúlu-l-láh | Dosvědčuji, že Muhammad je Prorokem Božím   | Dosvědčuji, že Muhammad je Prorokem Božím   |
| 2x (tvář doprava) | Hajja 'Ala-s-sálah                  | Vzhůru k modlitbě                           | Vzhůru k modlitbě                           |
| 2x (tvář doleva)  | Hajja 'Ala-l-faláh                  | Vzhůru k úspěchu                            | Vzhůru k úspěchu                            |
| 2x                | Alláhu Akbar                        | Bůh je převeliký                            | Bůh je převeliký                            |
| 1x                | Lá lláha llla-l-láh                 | Není Boha kromě jediného a opravdového Boha | Není Boha kromě jediného a opravdového Boha |

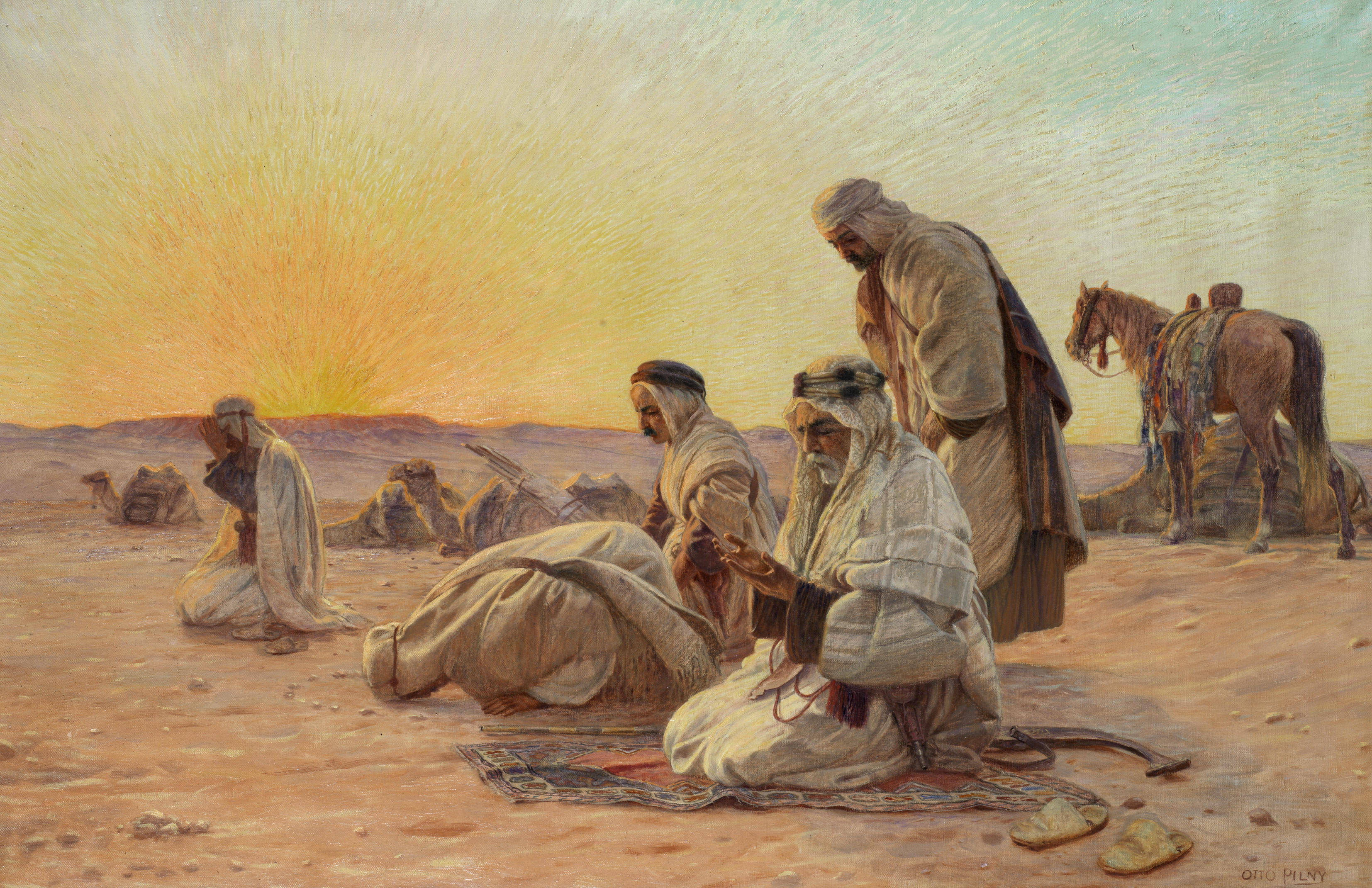
Otto Pilny: Ranní modlitba

Při svolávání k časné ranní modlitbě se za pátý úsek přidává ještě jedna, dvakrát opakovaná věta:
As-salátu Chajrun Minan-naum (Modlitba je lepší než spánek)

### Začátek modlitby (iqámah)
Před zahájením modlitby v shromáždění, probíhá tišší a rychlejší svolávání odříkáním veršů adhánu, ovšem za pátou částí se pronáší ještě věta:
Qad Qamati-s-saláh (Modlitba je připravena)

### Modlitba (rakʿah)
Vlastní modlitbu, tedy recitaci předepsaných náboženských textů doprovází dvakrát až čtyřikrát opakovaný sled několika specifických pozic, nazývaný souhrnně rakʿah. Jednotlivé pozice mohou mít v různých větvích islámu drobné obměny, týkající se postavení nohou, rukou, očí nebo hlasitosti recitace. Počet opakování je určen druhem modlitby, tedy jejím významem i denní dobou.
- Nejprve věřící ve stoje zvedne obě ruce k uším a pronese úmysl vykonat modlitbu. Modlitba pokračuje ve stoje, obvyklá je pozice wakuf s položením paží v oblasti pupku (pravá ruka na levé). Přitom se odříkává:

Subhánaka-l-láhumma wa bihamdik, wa tabáraka-smuk, wa ta'ála Džadduk, wa la Iláha Ghajruk. ba' udhu bi-l-láhi mina-š-šajtáni-r-radžím. Bismi-l-láhi-r-rahmáni-r-rahím 

Budiž slaven, Bože můj a Tobě budiž všechna chvála a budiž požehnáno Tvé jméno a Tvá velikost je vznešená a není Boha mimo Tebe. Utíkám se k Bohu před ďáblem prokletým. Ve jménu Boha milosrdného, slitovného
- Následuje recitace súry al-Fátiha a dalšího úryvku z Koránu, zakončená slovy Alláhu Akbar (Bůh je převeliký). Poté se věřící ukloní do pravého úhlu s rukama na kolenou a třikrát opakuje:

Subhána Rabbija-l-'Azím
Budiž chvála mému velikému pánu
- Poté již opět ve stoje pronáší:

Sami' a-l-áhu Liman Hamidah; Rabbaná Laka-l-Hamd
Nechť vyslyší Bůh toho, kdo ho chválí; Pane náš, budiž Ti chvála
- Při slovech Alláhu Akbar si věřící kleká a čelem se dotýká země (poloha sudžúd) a třikrát pronáší:

Subhána Rabbija-l-A'Lá
Budiž sláva Pánu Nejvyššímu
- Pak po slovech Alláhu Akbar následuje krátký odpočinek vsedě na patách a druhé padnutí na tvář se stejnými slovy jako v prvním případě. Tím končí jeden díl modlitby (rak'ah). Se slovy Alláhu Akbar se věřící zvedá do stoje a může pokračovat dalším dílem. Modlitba je ukončena otočením tváře vpravo a pronesením:

Assalámu 'Alajkum wa rahmatu-l-Láh
Mír budiž s tebou a milost Boží
- Totéž opakuje při otočení vlevo.